# Szachcior Soligorsk (piłka siatkowa)
Szachcior Soligorsk (biał. «Шахцёр» Салігорск, ros. «Шахтёр» Солигорск, «Szachtior» Soligorsk) – białoruski męski klub siatkarski powstały w 1999 roku w Soligorsku. Pięciokrotny mistrz Białorusi oraz trzykrotny zdobywca Pucharu Białorusi. Występuje w najwyższej klasie rozgrywkowej na Białorusi (Diwizion "A"). Na początku swojego istnienia klub nosił nazwę Tresta Szachtospiecstroj OJSC Soligorsk, również w późniejszym czasie nazywała się Szachtospiecstroj Soligorsk. Od sezonu 2010/2011 klub powrócił do najwyższej klasy rozrywkowej i występuje pod nazwą Szachcior Soligorsk.
W rosyjskiej Superlidze drużyna ze Soligorska w sezonie 2012/2013 występowała w czerwonej grupie i zajęła 7. miejsce, a w następnym sezonie 2013/2014 zajęła 15. miejsce. 

## Bilans sezon po sezonie
| Sezon     | Rozgrywki ligowe               | Rozgrywki ligowe                       | Puchar Białorusi | Europejskie puchary                                                       |
| Sezon     | Poziom                         | Miejsce                                | Puchar Białorusi | Europejskie puchary                                                       |
| --------- | ------------------------------ | -------------------------------------- | ---------------- | ------------------------------------------------------------------------- |
| 2003/2004 | Wyższa liga                    | 3. miejsce                             |                  |                                                                           |
| 2004/2005 | Wyższa liga                    | 3. miejsce                             |                  | Puchar CEV – faza grupowa                                                 |
| 2005/2006 | Wyższa liga                    | 2. miejsce                             |                  | Puchar CEV – faza grupowa                                                 |
| 2006/2007 | Wyższa liga                    |                                        |                  | Puchar Top Teams – faza grupowa                                           |
| 2008/2009 | Piersza liga                   |                                        |                  |                                                                           |
| 2009/2010 | Piersza liga                   | 1. miejsce                             |                  |                                                                           |
| 2010/2011 | Wyższa liga                    | 7. miejsce                             | ćwierćfinał      |                                                                           |
| 2011/2012 | Wyższa liga                    | 4. miejsce                             | 4. miejsce       |                                                                           |
| 2012/2013 | Wyższa liga Rosyjska Superliga | 2. miejsce 7. miejsce (Czerwona grupa) | 3. miejsce       |                                                                           |
| 2013/2014 | Wyższa liga Rosyjska Superliga | 2. miejsce 15. miejsce                 | 3. miejsce       | Puchar Challenge – 1/8 finału                                             |
| 2014/2015 | Wyższa liga                    | 3. miejsce                             |                  |                                                                           |
| 2015/2016 | Wyższa liga                    | 3. miejsce                             |                  |                                                                           |
| 2016/2017 | Wyższa liga                    | 1. miejsce                             | 3. miejsce       | Puchar Challenge – 1/16 finału                                            |
| 2017/2018 | Wyższa liga                    | 1. miejsce                             | 2. miejsce       | Liga Mistrzów – kwalifikacje – II runda Puchar CEV – 1/8 finału           |
| 2018/2019 | Wyższa liga                    | 1. miejsce                             | 1. miejsce       | Liga Mistrzów – kwalifikacje – I runda Puchar CEV – 1/16 finału           |
| 2019/2020 | Wyższa liga                    | 1. miejsce                             | 1. miejsce       | Liga Mistrzów – kwalifikacje – III runda Puchar CEV – 1/16 finału         |
| 2020/2021 | Wyższa liga                    | 1. miejsce                             | 1. miejsce       | Liga Mistrzów – kwalifikacje – faza grupowa Puchar CEV – 1/16 finału      |
| 2021/2022 | Wyższa liga                    | 1. miejsce                             | 1. miejsce       | Liga Mistrzów – kwalifikacje – 2. runda Puchar CEV – Runda kwalifikacyjna |
| 2022/2023 | Wyższa liga                    |                                        | 1. miejsce       |                                                                           |

Poziom rozgrywek:
     najwyższy ogólnokrajowy
     drugi
     trzeci
     czwarty

## Sukcesy
- Mistrzostwo Białorusi:
  -  1. miejsce (9x): 2017, 2018, 2019, 2020[1], 2021[2], 2022[3], 2023, 2024, 2025
  -  2. miejsce (3x): 2006, 2013, 2014
  -  3. miejsce (4x): 2004, 2005, 2015, 2016
- Superpuchar Białorusi:
  -  1. miejsce (5x): 2018, 2019, 2020, 2022, 2023
- Puchar Białorusi:
  -  1. miejsce (7x): 2018, 2019, 2020[4], 2021, 2022, 2023, 2024

## Obcokrajowcy w drużynie
| Lata gry                  | Imię i nazwisko     | Pozycja      |
| ------------------------- | ------------------- | ------------ |
| 2012-2013                 | Łukasz Kadziewicz   | środkowy     |
| 2012-2013                 | Ashlei Nemer        | przyjmujący  |
| 2012-2013                 | Aleksandar Simeonow | przyjmujący  |
| 2012-2013                 | Ondřej Boula        | rozgrywający |
| 2012-2014                 | Andrij Łewczenko    | środkowy     |
| 2013-2015                 | Serhij Szczawynski  | rozgrywający |
| 2014-2015                 | Witalij Osadca      | rozgrywający |
| 2016-2017                 | Dmytro Suchinin     | przyjmujący  |
| 2016-2017                 | Jurij Labecki       | rozgrywający |
| 2016-                     | Andriej Marczenko   | libero       |
| 2017-2018                 | Witalij Bondar      | atakujący    |
| 2018-2019                 | Sakari Mäkinen      | przyjmujący  |
| 2018-2020                 | Wołodymyr Tewkun    | atakujący    |
| 2019-2020                 | Danilo Pavlović     | przyjmujący  |
| 2019-2020 (od 16.12.2019) | Ivan Raič           | atakujący    |